# Maki (politiskt parti)
Israeliska Kommunistpartiet (hebreiska: haMiflagah haQomonistit ha Yisraelit, förkortat Maki) är ett kommunistiskt parti i Israel bildat 1919 som Palestinska Kommunistpartiet.
Detta antisionistiska parti fick på 1950-talet tillslutning av några avhoppare från MAPAM sedan detta parti brutit med Sovjetunionen. En av dem, Moshe Sneh blev en ledande politiker inom Maki.
1965 splittrades partiet i en judisk del, ledd av Sneh och i en övervägande arabisk grupp.
Den antisionistiska arabiska gruppen bildade det moskvatrogna partiet Rakah (som 1989 återtog namnet Maki) medan Snehs fraktion, som behöll partinamnet Maki erkände staten Israel och kritiserade antisionismen och antisemitismen inom Sovjetunionen. 
Maki lyckades dock inte vinna några större framgångar bland judiska väljare och erövrade endast ett mandat i Knesset i valen 1965 och 1969. Maki försvarade Sexdagarskriget som ett uttryck för legitimt självförsvar av staten Israel.
Maki gick 1973 upp i det fredsvänliga partiet Moked som i sin tur 1977 gick samman med andra judiska vänsterpartier och bildade Shelli. Shelli blev helt utan representation i Knesset i valet 1981 och gick samma år upp i det större partiet Ratz.